# 五月初八
五月初八，农历五月第八天。

## 出生
- 唐宣宗咸通三年，唐僖宗李儇。

## 逝世
- 南明昭宗永曆十六年（1662），郑成功。
- 光緒二十二年（1896），辰刻，醇賢親王嫡福晉葉赫那拉氏。

## 其他内容
- 十斋日

## 参看
- 日历
- 五月初六 - 五月初七 - 五月初八 - 五月初九 - 五月初十
- 四月初八 - 五月初八 - 六月初八
- 正月 - 二月 - 三月 - 四月 - 五月 - 六月 - 七月 - 八月 - 九月 - 十月 - 十一月 - 腊月
- 公历5月8日